# Società del Giardino

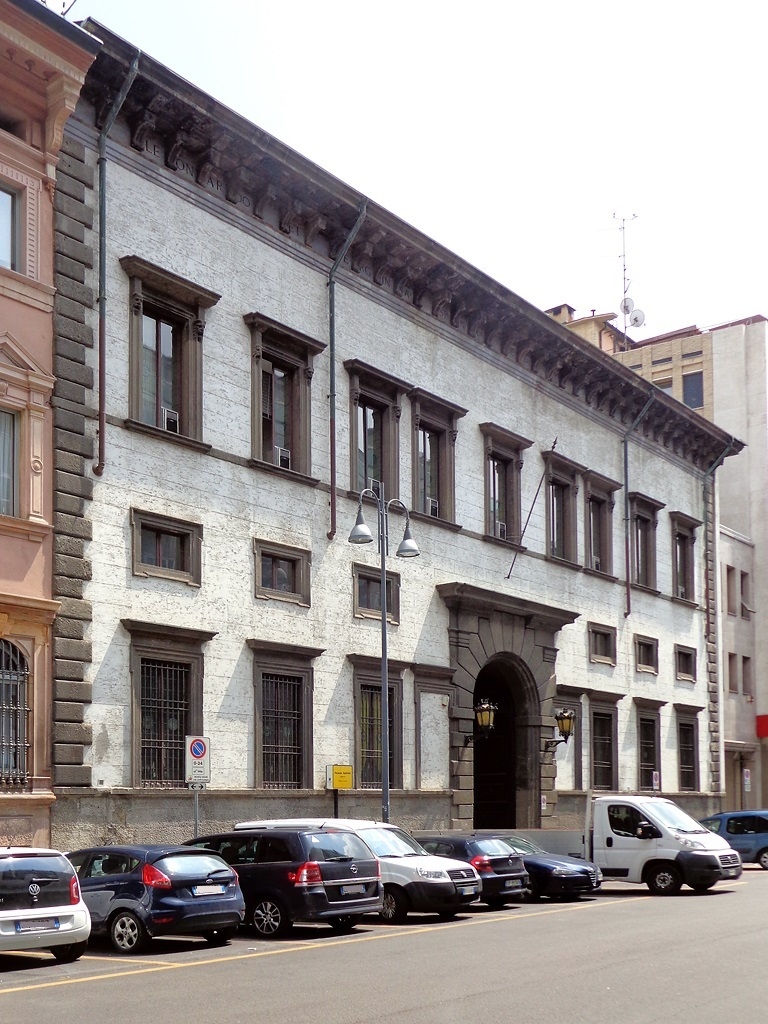
Il Palazzo di Leonardo Spinola, ultimato nel 1597, è da oltre due secoli sede della Società del Giardino di Milano.

La Società del Giardino è un club per gentiluomini di Milano.

## Storia

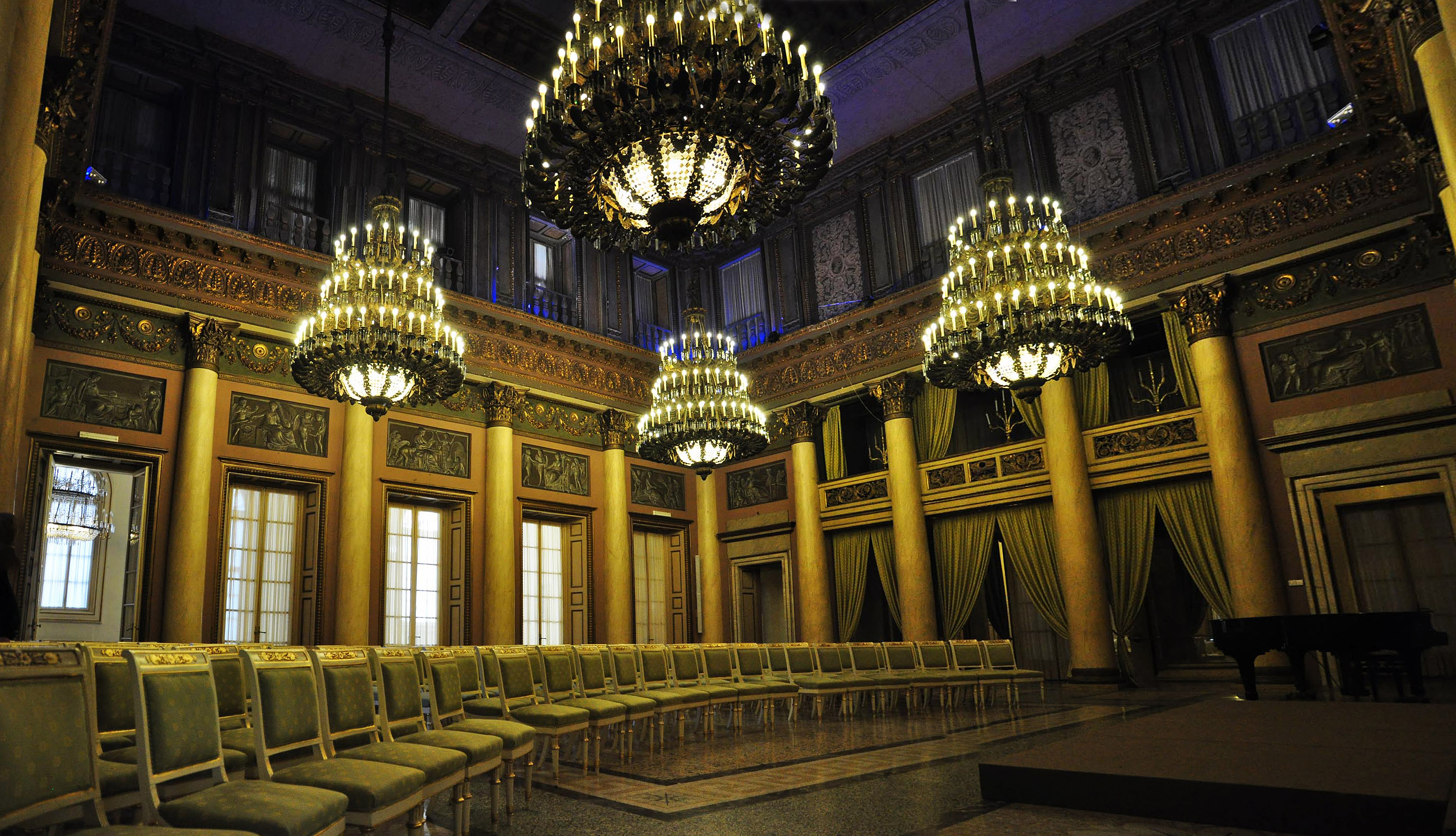
La sala d'oro di Palazzo Spinola

Il Circolo fu fondato nel 1783 da un gruppo di 22 cittadini milanesi, radunati da Francesco Bolchini (che sarà il primo presidente), allo scopo di riunirsi in locali all'aperto per giocare alle bocce. Il gruppo è composto da borghesi e non ha pretese culturali o politiche.
La prima sede è stata “oltre l'osteria della Stadera alla fine del corso di Porta Orientale”. 
Dal 1786 al 1789 i soci prendono in locazione un terreno alla Cavalchina (oggi Via Manin), mentre nel 1790 trovano una sede provvisoria nell'ex Casa dei Vecchi a San Giovanni sul Muro.
Dal 1791 al 1794 la sede del circolo è presso il vicolo dei Ponzi fuori Porta Nuova, (oggi via Turati).
Nel 1794 la Società si trasferisce in Contrada dei Due Muri, dove viene presa in locazione una casa con giardino di proprietà del socio Gaetano Belloni.
Nel 1798 viene redatto il primo statuto.
Nel 1801 il club si trasferisce in via Clerici, all'attuale n. 2.
La Società, oltre al gioco alle bocce e a quello d'azzardo, organizza serate dedicate alla “conversazione”, balli e concerti.
Tra i soci nel 1808 compare il poeta Carlo Porta.
Negli anni immediatamente precedenti alla restaurazione, la Società del Giardino vede l'ingresso di qualche aristocratico, anche se l'atmosfera rimane sempre semplice ed informale. Nei primi anni dopo la restaurazione, quando il governo austriaco cerca un accordo con gli esponenti più significativi della società milanesi, numerosi esponenti del governo entrano nel circolo, e la Società del Giardino diventa, con la Scala, un luogo per il confronto fra i governanti austriaci e futuri patrioti come Carlo De Cristoforis (che scriveva sul Il Conciliatore), Giuseppe Arconati Visconti, Gaspare Ordoño de Rosales, Antonio Belgioioso ed Emilio Belgioioso, Francesco Simonetta.
Nel 1819 il circolo, cresciuto nel numero di soci, nelle attività e nel prestigio, acquista Palazzo Spinola posto in vendita dagli eredi di Francesco Cusani, lo ristruttura e lo adibisce a nuova sede. 
Dopo i primi moti risorgimentali del 1821, l'attività della Società diventa sempre più filo austriaca, tanto che nel Giugno 1825, in occasione della visita a Milano dell'imperatore d'Austria Francesco I, viene organizzato un grande ballo in suo onore con la presenza della Corte. 
Nel 1853, in seguito agli attentati mazziniani ai soldati austriaci, i locali del circolo vengono chiusi per un mese, dal 6 febbraio al 14 marzo: si tratta dell'unico periodo di chiusura in tutta la sua storia. 
Nel 1883 viene sacrificata una parte del giardino per costruire la Sala d'Armi.
Nell'Agosto 1943 i bombardamenti alleati distruggono la Sala d'Oro e la Sala d'Argento di Palazzo Spinola.

## Sede

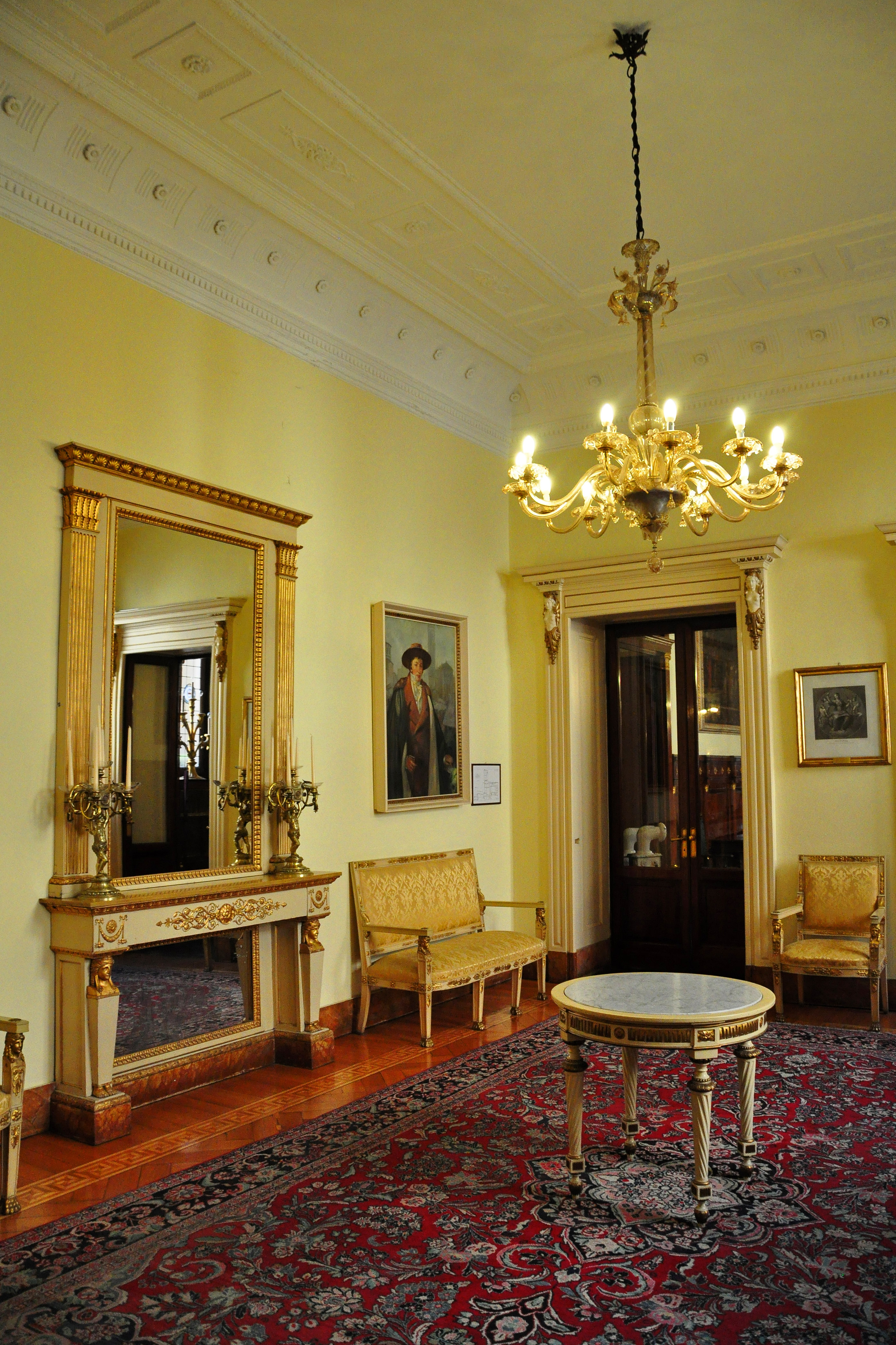
Interni del Palazzo Spinola

Il Circolo dal 1819 ha sede a Palazzo Spinola, sito in Via San Paolo, 10.
Il palazzo fu fatto costruire dal banchiere genovese Leonardo Spinola - già "ragazzo di bottega" del banchiere e commerciante genovese Tommaso Marino - e fu terminato nel 1597.

## Attività
Oltre ad offrire le attività usuali per i club per gentiluomini, la Società del Giardino è celebre per la sua scuola di scherma, fondata nel 1882, una delle più antiche e prestigiose d'Italia.
Oggi il circolo conta 570 soci, tutti uomini.